# Haeckelia filigera
Haeckelia filigera är en kammanetart som först beskrevs av Chun 1880.  Haeckelia filigera ingår i släktet Haeckelia och familjen Haeckeliidae. Inga underarter finns listade i Catalogue of Life.